# Świrydy
Świrydy – wieś w Polsce położona w województwie podlaskim, w powiecie bielskim, w gminie Brańsk. 
Miejscowości sąsiadujące ze Świrydami to Zanie, Olędzkie, Załuskie Koronne. Na terenie wsi znajduje się szkoła podstawowa i remiza strażacka.
Wieś królewska w starostwie brańskim w ziemi bielskiej województwa podlaskiego w 1795 roku.
Według Pierwszego Powszechnego Spisu Ludności, przeprowadzonego w 1921 r., wieś Świrydy liczyła 63 domostwa, które zamieszkiwało 241 osób (121 kobiet i 120 mężczyzn). Większość mieszkańców miejscowości, w liczbie 122, zadeklarowała wówczas wyznanie prawosławne, pozostali podali kolejno: wyznanie rzymskokatolickie (90 osób) oraz wyznanie mojżeszowe (29 osób). Jednocześnie wszyscy mieszkańcy wsi podali polską przynależność narodową. W owym czasie miejscowość znajdowała się w gminie Topczewo.
W latach 1954–1959 wieś należała i była siedzibą władz gromady Świrydy, po jej zniesieniu w gromadzie Topczewo. W latach 1975–1998 miejscowość administracyjnie należała do województwa białostockiego.
Prawosławni mieszkańcy wsi przynależą do parafii pw. św. Piotra i Pawła w Maleszach i korzystają z cerkwi filialnej pw. św. Symeona Słupnika w Brańsku, natomiast wierni kościoła rzymskokatolickiego należą do parafii Wniebowzięcia Najświętszej Maryi Panny w Brańsku.